# Marie-Paule Kumps
Marie-Paule Kumps, née le 16 juillet 1961, est une actrice, autrice et metteuse en scène belge.
Elle forme, dans la vie comme au théâtre, un couple avec le comédien belge Bernard Cogniaux.
Elle a interprété le rôle de Mamie Nelly dans l'émission pour enfants Ici Bla-Bla jusqu’à son arrêt en juin 2010.

## Théâtre

### Autrice ou coautrice
- 1996 : Pour qui sont ces enfants qui hurlent sur nos têtes (avec Bernard Cogniaux)
- 1996 : Les Cornichons (avec Christian Dalimier)
- 2003 : À table (avec Bernard Cogniaux)
- 2008 : Tout au bord (avec Bernard Cogniaux, mis en scène par Pietro Pizzuti)

### Comédienne
- 2007 : L'Oiseau vert de Carlo Gozzi
- 2009 : L'Avare de Molière, mis en scène par Gildas Bourdet, Abbaye de Villers-la-Ville : Frosine
- 2010 : Les Belles-sœurs d'Éric Assous, mis en scène par Martine Willequet
- 2011 : L'Éthique du Lombric de Stefano Benni, mis en scène par Sylvie de Braeckeleer
- 2019 : Les enfants de Lucy Kirkwood, mis en scène par Tilly
- 2023 : Encore un instant de Fabrice Roger-Lacan, mis en scène par Isabelle Paternotte

#### À la télévision
- 2023 : Schlitter, téléfilm de Pierre Mouchet : Mathilde, la mère